# Allium sinaiticum
Allium sinaiticum — вид трав'янистих рослин родини амарилісові (Amaryllidaceae), поширений у західній Азії.

## Опис
Листки цілі, гладкі. Квіти білі. 

## Поширення
Зростає у західній Азії — Синай (Єгипет), Ізраїль-Йорданія, пн.-зх. Саудівська Аравія.